# Демичев, Михаил Афанасьевич
Михаи́л Афана́сьевич Демичев (1885 год, д. Куприна (ныне Карачевский район) Орловская губерния — 19 ноября 1937 года) — советский военачальник, комдив, кавалер двух орденов Боевого Красного Знамени.

## Биография
Родился в 1885 году в семье казака на хуторе Песковатском (согласно Списку населённых мест Земли Войска Донского в 1859 году хутор Песковатский входил в юрт станицы Голубинской, относился ко Второму Донскому округу) станицы Голубинской Донской области Российской империи. По национальности — русский. Участник 1-й мировой войны 1914 -1918 годов. В императорской армии имел чин прапорщика. Участник Гражданской войны 1918 -1923 годов
Командир Алатырского конного полка, с 4 декабря 1919 в составе образованной 8-й кавалерийской дивизии Червонного казачества.
В 1920 командир 5-го Алатырского конного полка М. Демичев приказом председателя РВСР Л. Д. Троцкого № 438 награждён орденом Красного Знамени.
Командир 3-й кавалерийской бригады 8-й кавалерийской дивизии Червонного казачества.
Член ВКП(б) с 1920.
26 декабря 1920 назначен начальником 8-й кавалерийской дивизии Червонного казачества.
6 мая 1922 8-я кавалерийская дивизия Червонного казачества получила название 1-я кавалерийская Запорожская Червонного казачества Краснознаменная дивизия имени Французской компартии.
В 1923 командир 1-й кавалерийской Запорожской Червонного казачества Краснознаменной дивизии имени Французской компартии приказом председателя РВСР Л. Д. Троцкого № 56 награждён вторым орденом Красного Знамени.
15 ноября 1932 назначен командиром 1-го кавалерийского корпуса Червонного казачества имени ВУЦИК и ЛКСМ Украины.
26 января—10 февраля 1934 года делегат XVII съезда ВКП(б) с решающим голосом от Винницкой парторганизации.
20 ноября 1935 приказом народного комиссара обороны СССР № 2395 присвоено звание комдив.
9 августа 1937 командир 1-го кавкорпуса комдив М. А. Демичев арестован.
19 ноября 1937 приговор Военной Коллегии Верховного Суда СССР — высшая мера наказания.
Реабилитирован 20 октября 1956 г.

## Награды
Награждён двумя орденами Красного Знамени (11.09.1920, 12.04.1923).
Первым орденом был награждён за рейд 5-го Алатырского кавалерийского полка по льду Сиваша в ночь на 25 января 1920 г. (в Крыму ) и разгром позиций противника. Вторым орденом награждён за освобождение г. Стрый в августе 1920 года.